# Regionaler Naturpark Marais du Cotentin et du Bessin

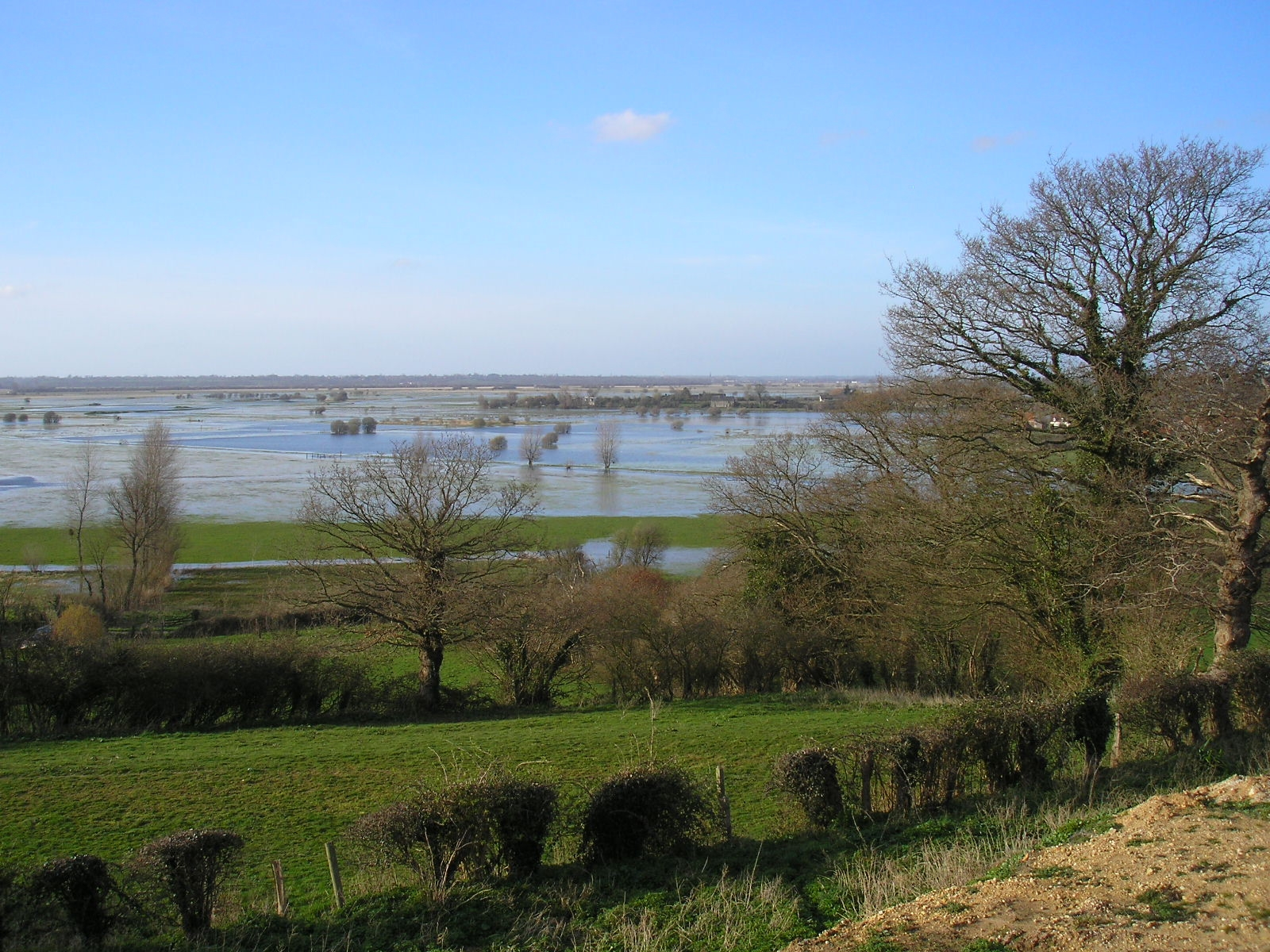
Blick über die Sümpfe des Cotentin

Der Regionale Naturpark Marais du Cotentin et du Bessin (französisch Parc naturel régional des Marais du Cotentin et du Bessin) liegt in der Normandie, in den Départements Calvados und Manche in Frankreich.
Der 1991 gegründete Naturpark erstreckt sich über eine Fläche von 150.000 Hektar. 30.000 Hektar sind Feuchtgebiet und Sümpfe von europäischem Rang auf der Halbinsel Cotentin und in der Naturlandschaft des Bessin. 

Logo des Parks

Im Bereich des Parks wird die Landschaft von der Viehhaltung geprägt. Die 144 Gemeinden, die den Park bilden und über 60.000 Einwohner repräsentieren, haben sich zu einer Organisation für die Erhaltung zusammengeschlossen.
Die Täler der Flüsse Aure, Ay, Douve, Taute und Vire sowie die Salzsümpfe an der Ostküste bilden eine Vielfalt an natürlichen Lebensräumen. Dazu gehören Heiden, Marschen, Moore ebenso wie die Wallheckenlandschaft der Bocage und die Küstenlandschaft an der Bucht Baie des Veys. Im Zentrum des Parks liegt der Ort Carentan, von wo aus Bootsfahrten auf der Douve und der Taute durch den Park starten. Die Parkverwaltung hat ihren Sitz in Saint-Côme-du-Mont.
Im Jahr 2008 steht die Bestätigung der regionalen Zusammenarbeit für die Zeit bis 2020 an, fünf weitere Gemeinden planen den Beitritt zum Park.